# Кан Ми Сук
Кан Ми Сук (кор. 강미숙; род. 25 сентября 1968, Сеул) — южнокорейская кёрлингистка на колясках.
В составе сборной Республики Корея по кёрлингу на колясках участник двух зимних Паралимпийских игр (серебряные призёры в 2010, девятое место в 2014), участник пяти чемпионатов мира (лучший результат — серебряные призёры в 2008 и 2012).
В «командном» кёрлинге на колясках (команда из четырёх человек) играла в основном на позиции первого.

## Достижения
- Зимние Паралимпийские игры: серебро (2010).
- Чемпионат мира по кёрлингу на колясках: серебро (2008, 2012).

## Команды
| Сезон   | Четвёртый    | Третий          | Второй        | Первый     | Запасной                           | Турниры            |
| ------- | ------------ | --------------- | ------------- | ---------- | ---------------------------------- | ------------------ |
| 2006—07 | Ким Хак Сон  | Ким Мён Джин    | Чо Ян Хён     | Кан Ми Сук | Ham Dong-Hee тренер: Kim Chang-Gyu | ЧМК 2007 (7 место) |
| 2007—08 | Ким Хак Сон  | Ким Мён Джин    | Чо Ян Хён     | Кан Ми Сук | Ham Dong-Hee тренер: Квон Ён Иль   | ЧМК 2008           |
| 2008—09 | Ким Хак Сон  | Пак Киль У      | Ким Мён Джин  | Чо Ян Хён  | Кан Ми Сук тренер: Hong Jun Pyo    | ЧМК 2009 (6 место) |
| 2009—10 | Ким Хак Сон  | Ким Мён Джин    | Пак Киль У    | Кан Ми Сук | Чо Ян Хён тренер: Ян Се Ён         | ЗПИ 2010           |
| 2011—12 | Ким Хак Сон  | Jung Seoung-Won | Noh Byeong-Il | Кан Ми Сук | Bang Min-Ja тренер: Пак Квон Иль   | ЧМК 2012           |
| 2012—13 | Ким Хак Сон  | Jung Seoung-Won | Noh Byeong-Il | Кан Ми Сук | Bang Min-Ja тренер: Kim Woo-Taek   | ЧМК 2013 (9 место) |
| 2013—14 | Ким Мён Джин | Kim Jong-pan    | Seo Soon-seok | Кан Ми Сук | Yun Hee-keong тренер: Ahn Jae-sung | ЗПИ 2014 (9 место) |

(скипы выделены полужирным шрифтом)

## Частная жизнь
Нижняя часть её тела была парализована из-за аномалии кровеносных сосудов по неизвестным причинам.